# Amanita fulva
Amanita fulva (Jacob Christian Schäffer, 1774 ex Elias Magnus Fries, 1815), din încrengătura Basidiomycota în familia Amanitaceae și de genul Amanita, denumită în popor turtă roșie este o specie de ciuperci comestibile care coabitează, formând micorize pe rădăcinile arborilor. Acest burete destul de comun în România, Basarabia și Bucovina de Nord se poate găsi, crescând solitar sau în grupuri mici, pe sol acru, sărac și umed, preferat prin turbării, dar de asemenea în păduri de conifere precum în cele mixte sub fagi, mesteceni, moizi sau pini, din (mai) iunie până în octombrie (noiembrie).

## Descriere
Ordinul Agaricales este de diversificare foarte veche (între 178 și 139 milioane de ani), începând din timpul perioadei geologice în Jurasic în diferență de exemplu cu genul Boletus (între 44 și 34 milioane de ani).

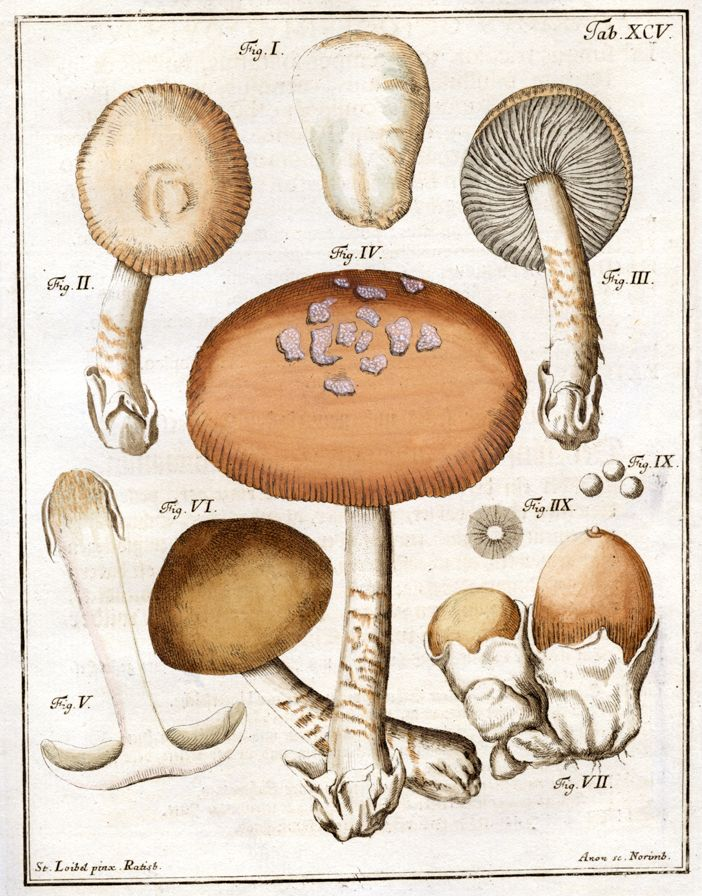
Schaeff.: Agaricus fulvus

- Pălăria: are un diametru de aproximativ 3-7 (9) cm, este destul de fragilă, fiind amenajată central peste picior. După ruperea vălului universal crește repede, căpătând un aspect ovoidal respectiv de clopot cu marginea răsfrântă în jos. În timpul evoluției se aplatizează din ce în ce mai mult, cu o adâncitură în mijloc, prezentând acolo aproape mereu un cocoș mic și turtit. Marginea este clar striată, striațiile fiind strâmte și ating adesea o treime al diametrului pălăriei. Cuticula este tânăr lucioasă, mai târziu satinată, la umezeală unsuroasă, culoarea variind de la galben-portocaliu peste roșiatic până la brun-roșcat închis, marginea fiind mereu de culoare mai deschisă. Poartă numai rar resturi albicioase ale vălului universal pe pălărie.
- Lamelele: sunt libere, destul de înghesuite, adâncite, subțiri și inegale, cu lame intermediare, arătând odată cu maturitatea muchii bombate. Ele sunt albe și nu se decolorează la atingere.
- Piciorul: dezvoltă o lungime de 8-14 (18) cm și un diametru de 1-2 cm, este cilindric subțiat către vârf precum ușor umflat la bază (dar niciodată cu bulb), fragil, neted, adesea presărat cu solzișori foarte fini albi și nu prezintă un inel. Interiorul este mai întâi plin, apoi găunos. Tulpina albă până deschis brun-roșcată sfârșește într-o volvă persistentă, nu prea lată, deseori destul de înaltă, semiliberă și lobată (pricinuit vălului universal). Suprafața volvei este albicioasă, dar adesea spoită de pete roșu-maronii.
- Carnea: este albă până slab gălbuie și fragedă, ocazional ceva apoasă în pălărie, și în picior de o consistență relativ făinoasă, fiind toxică în stare crudă, fără miros și cu gust dulceag.
- Caracteristici microscopice: Sporii sunt sferici până rotunjori, netezi, translucizi, hialini și neamilozi (nu se decolorează cu Iod) și au o mărime de 9,5-12,5 x 9,7-12,5 microni. Pulberea lor este albă. Basidiile în formă de măciucă și fără catarame măsoară 60-65 x 12-15 microni.[3][4]
- Reacții chimice: Coaja piciorului și volva se decolorează cu anilină imediat în roșu de vin, apoi maro și cu tinctură de Guaiacum dopă două minute albastru, carnea tijei cu fenol maro ca ciocolata.[6]

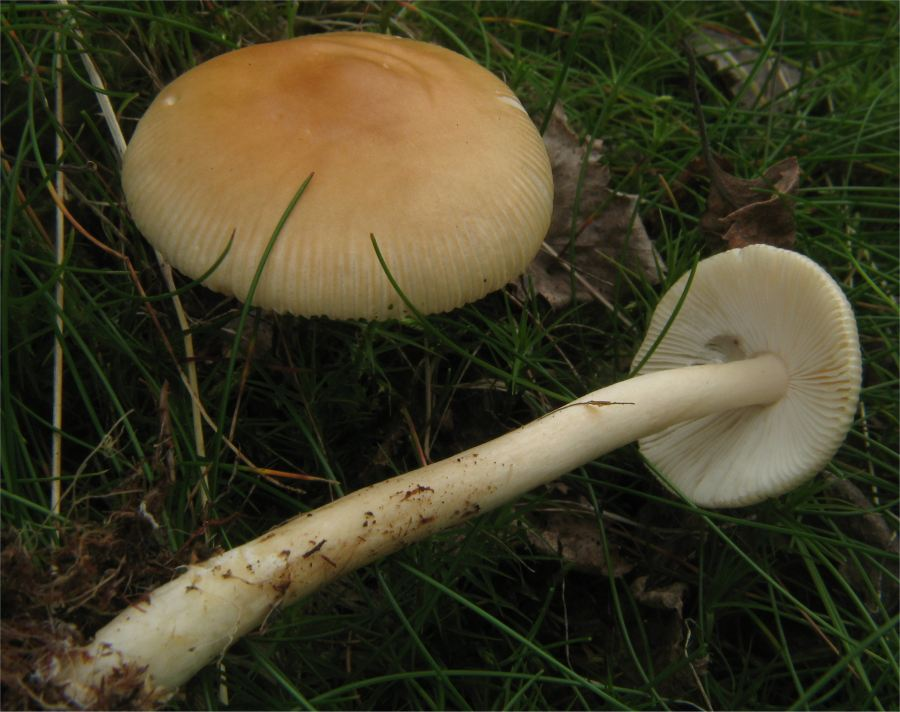
A. fulva, pălărie, lamele și picior
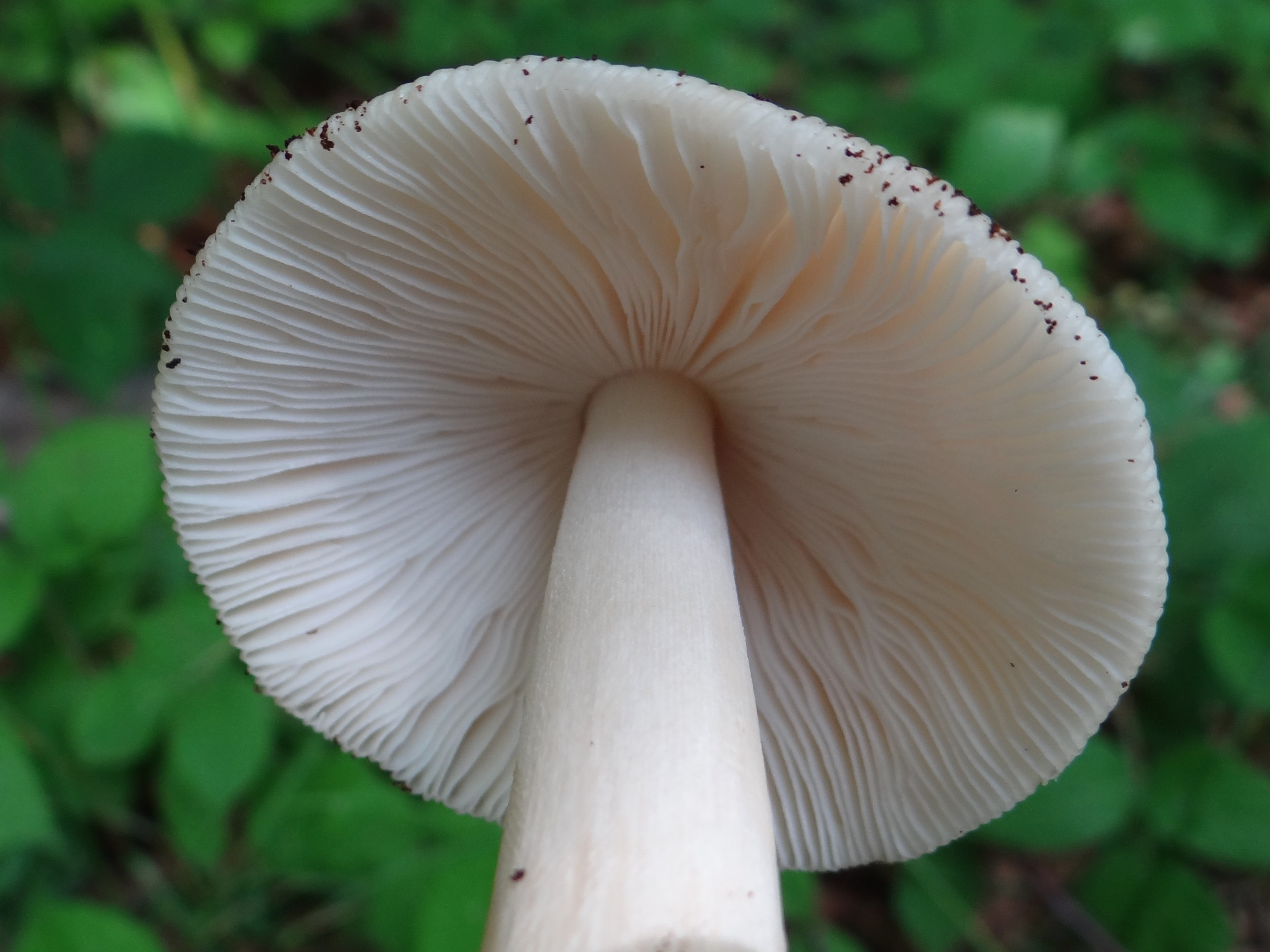
A. fulva,  lamele din apropiere
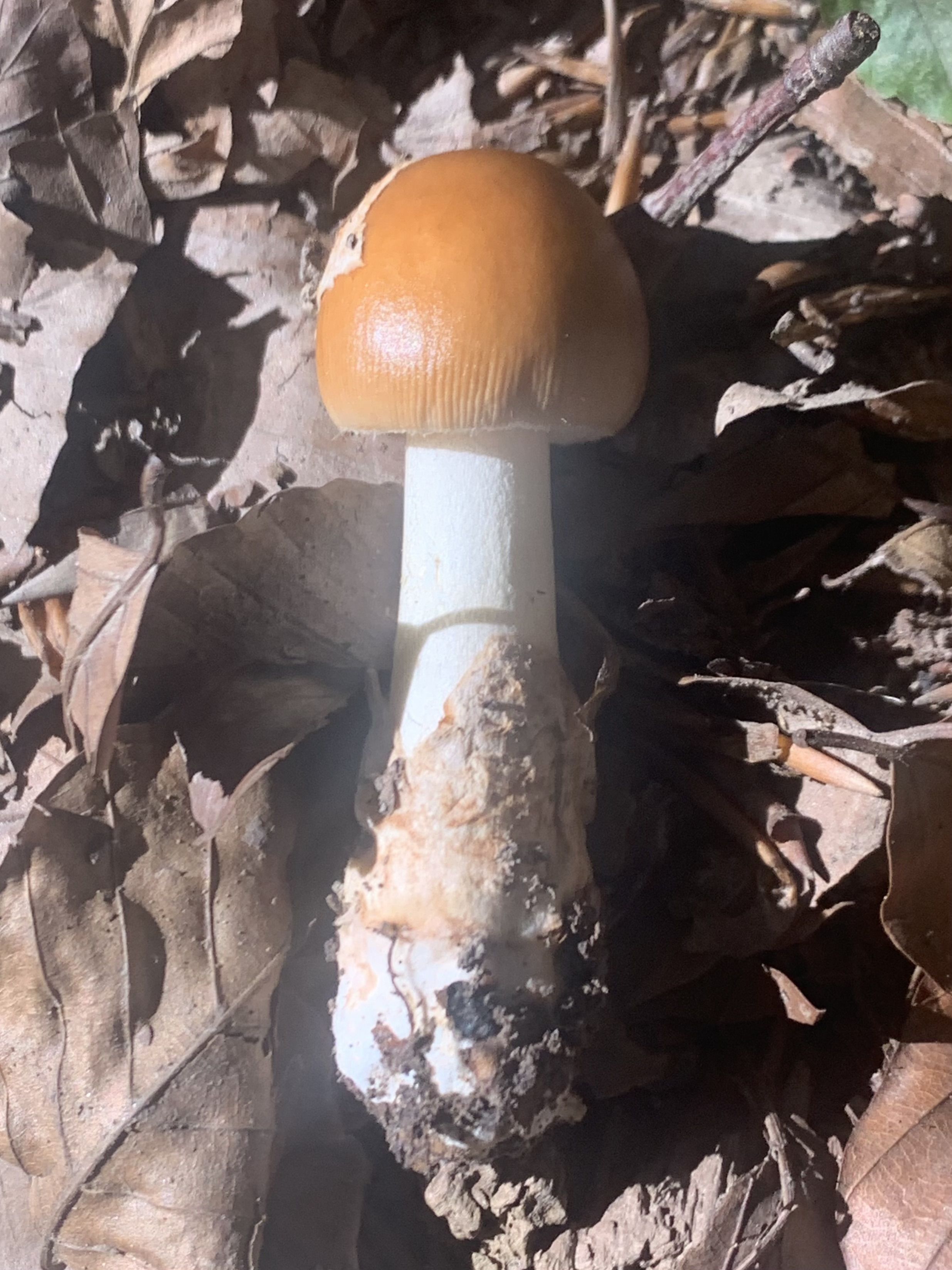
A fulva, bulb și volvă
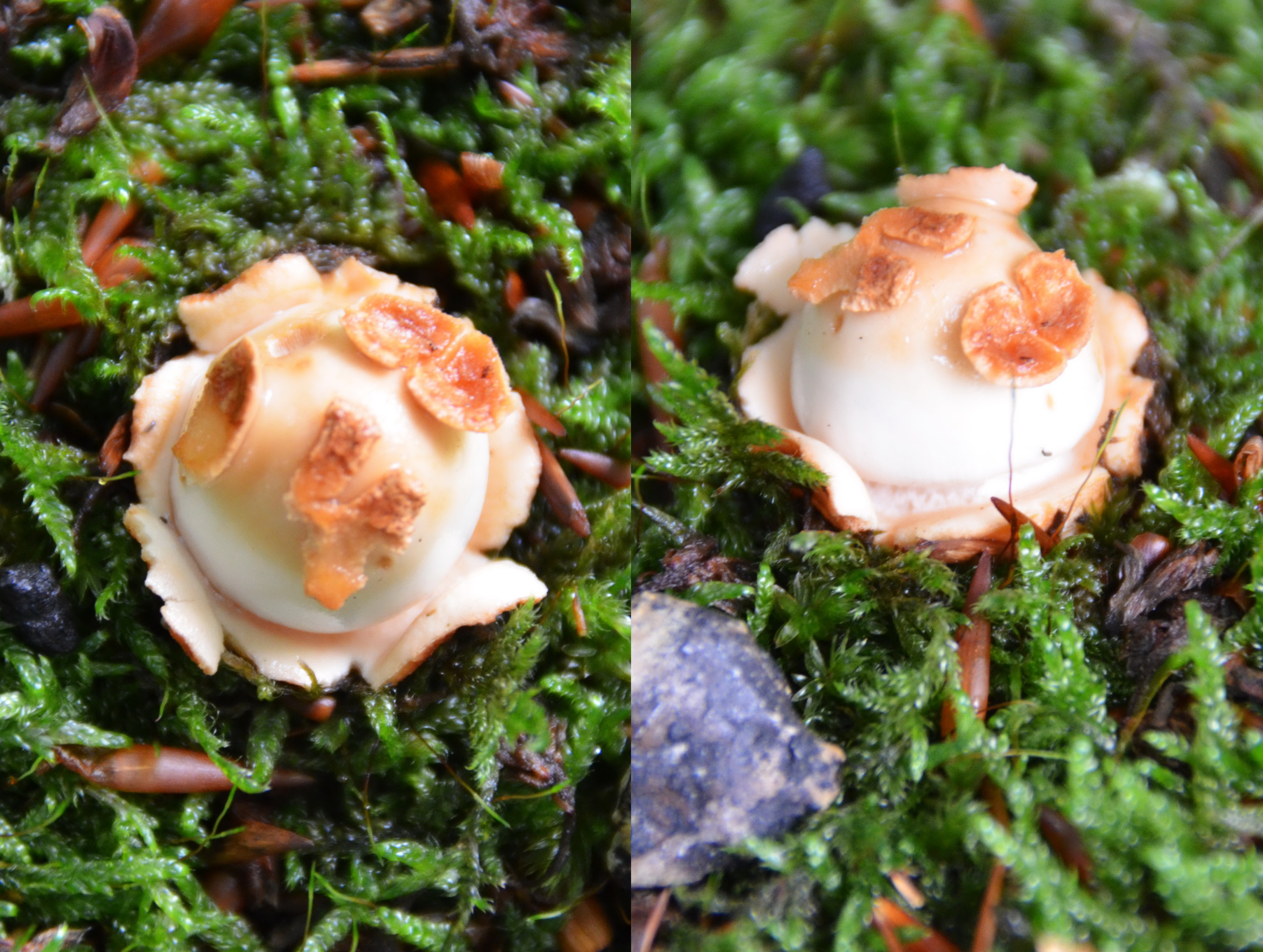
A. fulva ca „boboc”
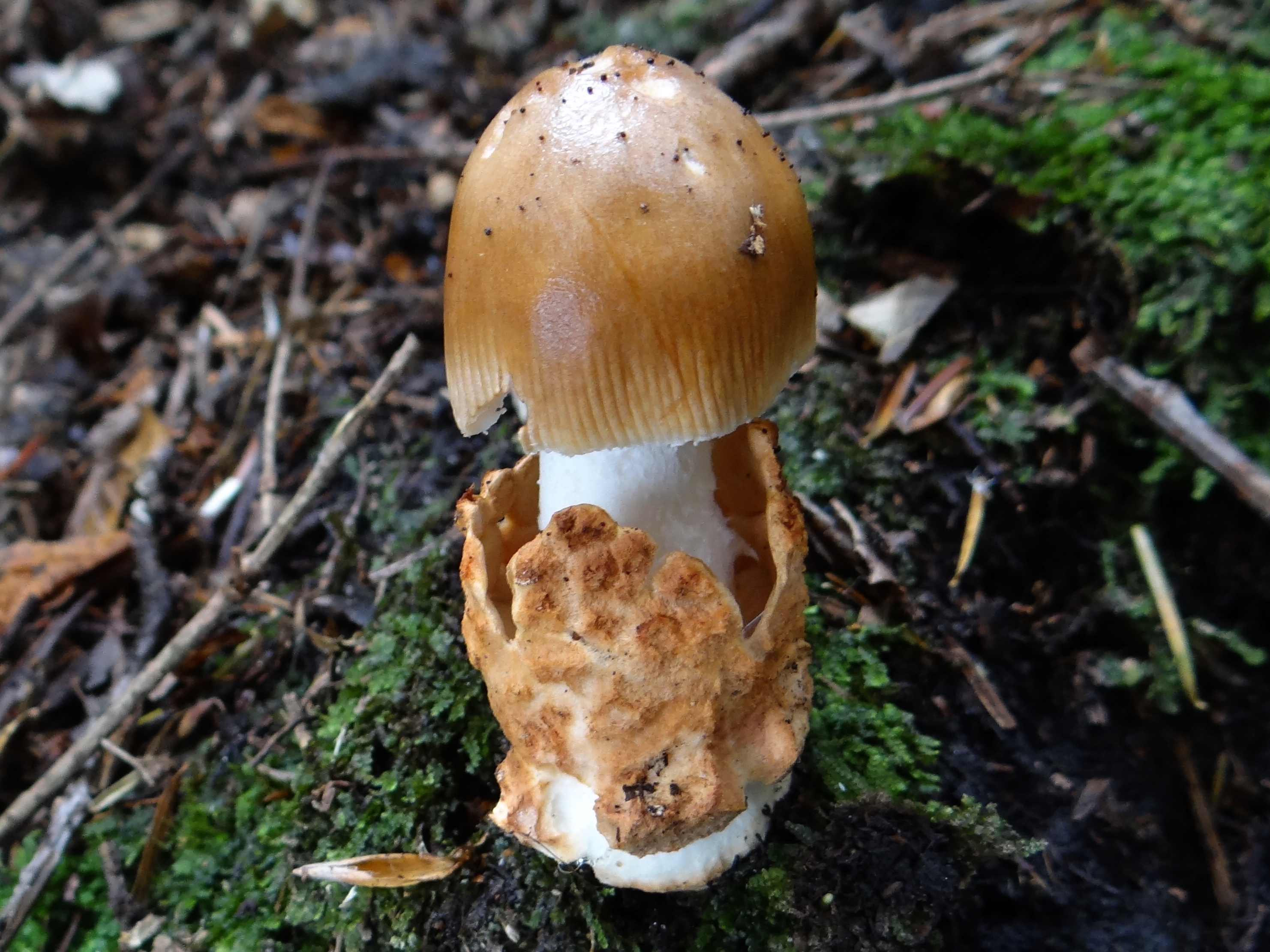
A. fulva tânără
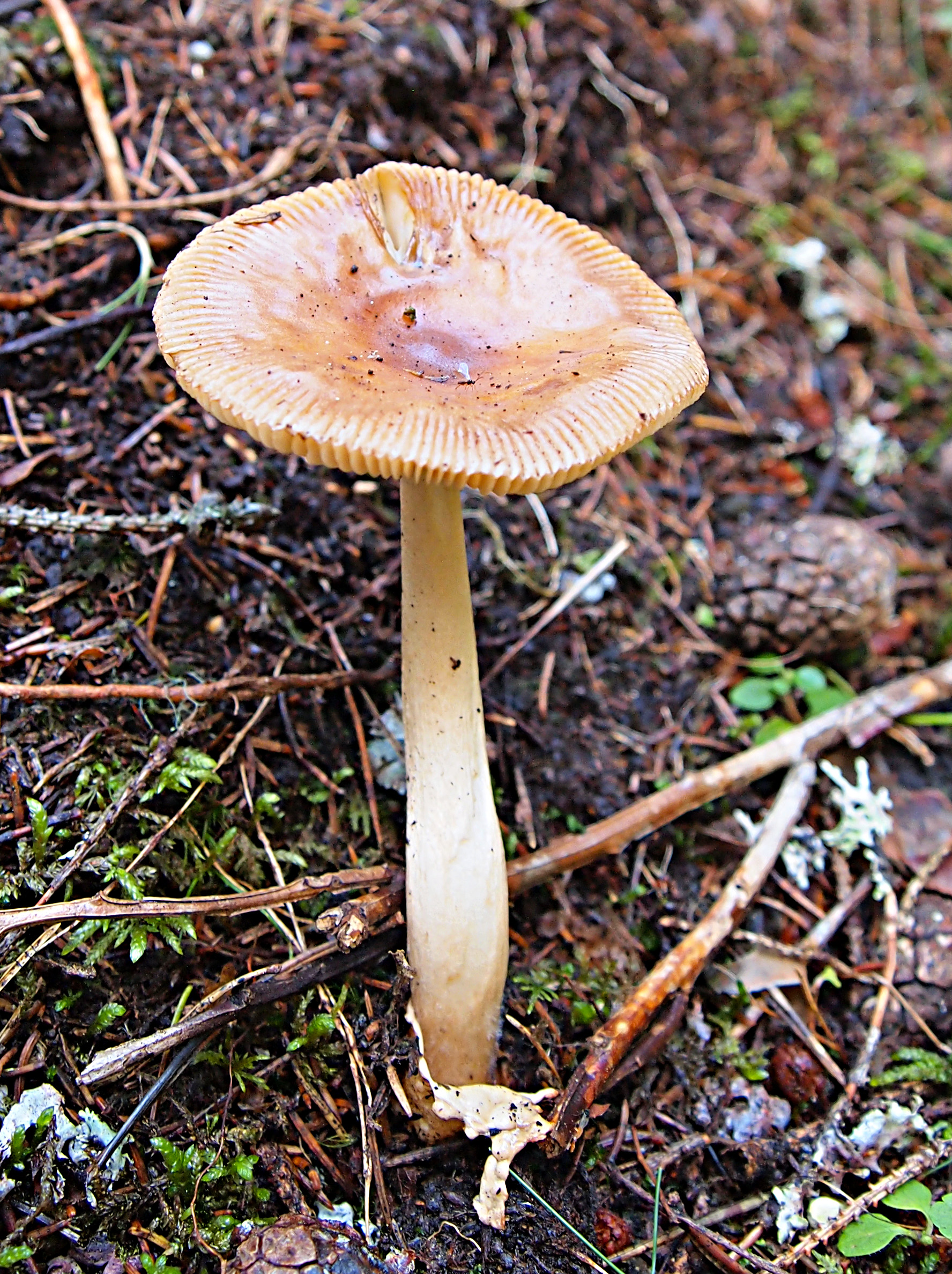
A. fulva bătrână

## Confuzii
Dacă se dă seama că turta roșie nu are bulb sau manșetă (inel), ea nu poate fi confundată cu Amanitele otrăvitoare sau letale. Totuși se întâmplă nu rar intoxicații cu  Amanita pantherina. Asemănătoare precum cu toate inofensive sunt de exemplu: Amanita battarrae, Amanita beckeri, Amanita crocea, Amanita flavescens, Amanita lividopallescens, Amanita mairei, Amanita umbrinolutea, Amanita vaginata sau cu mai marea Amanita ceciliae.

## Specii asemănătoare

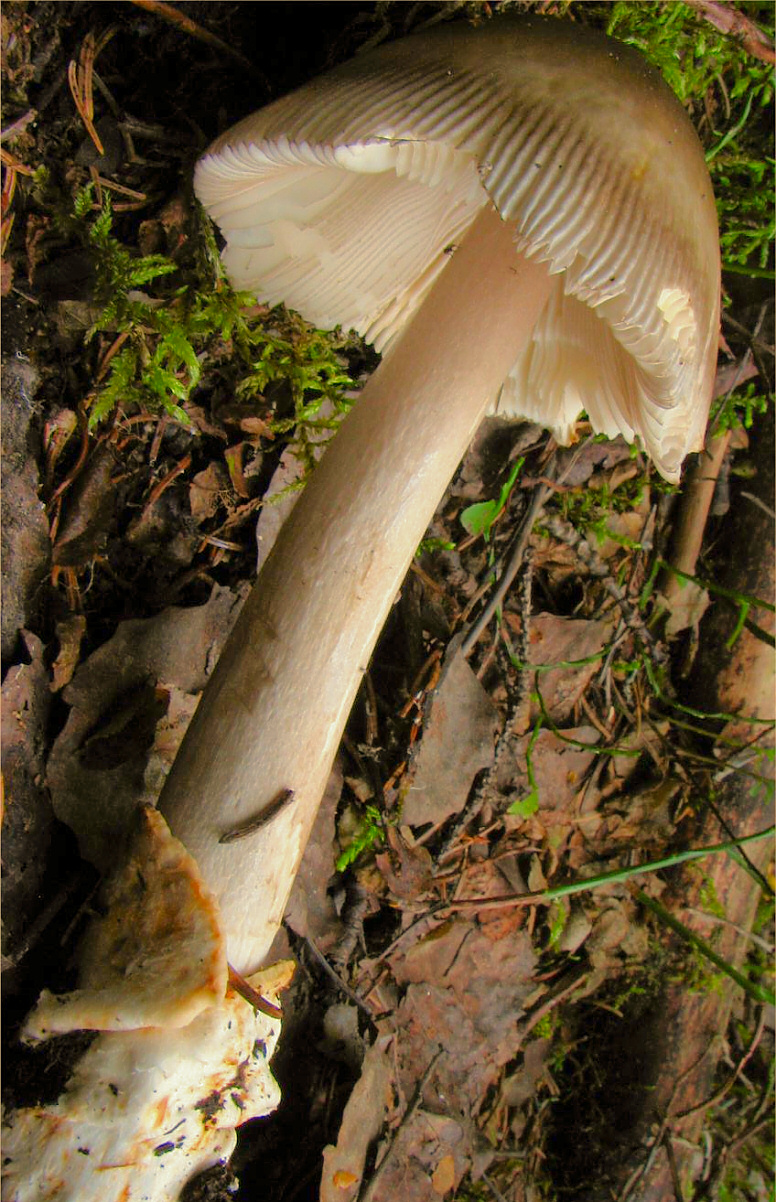
Amanita battarrae
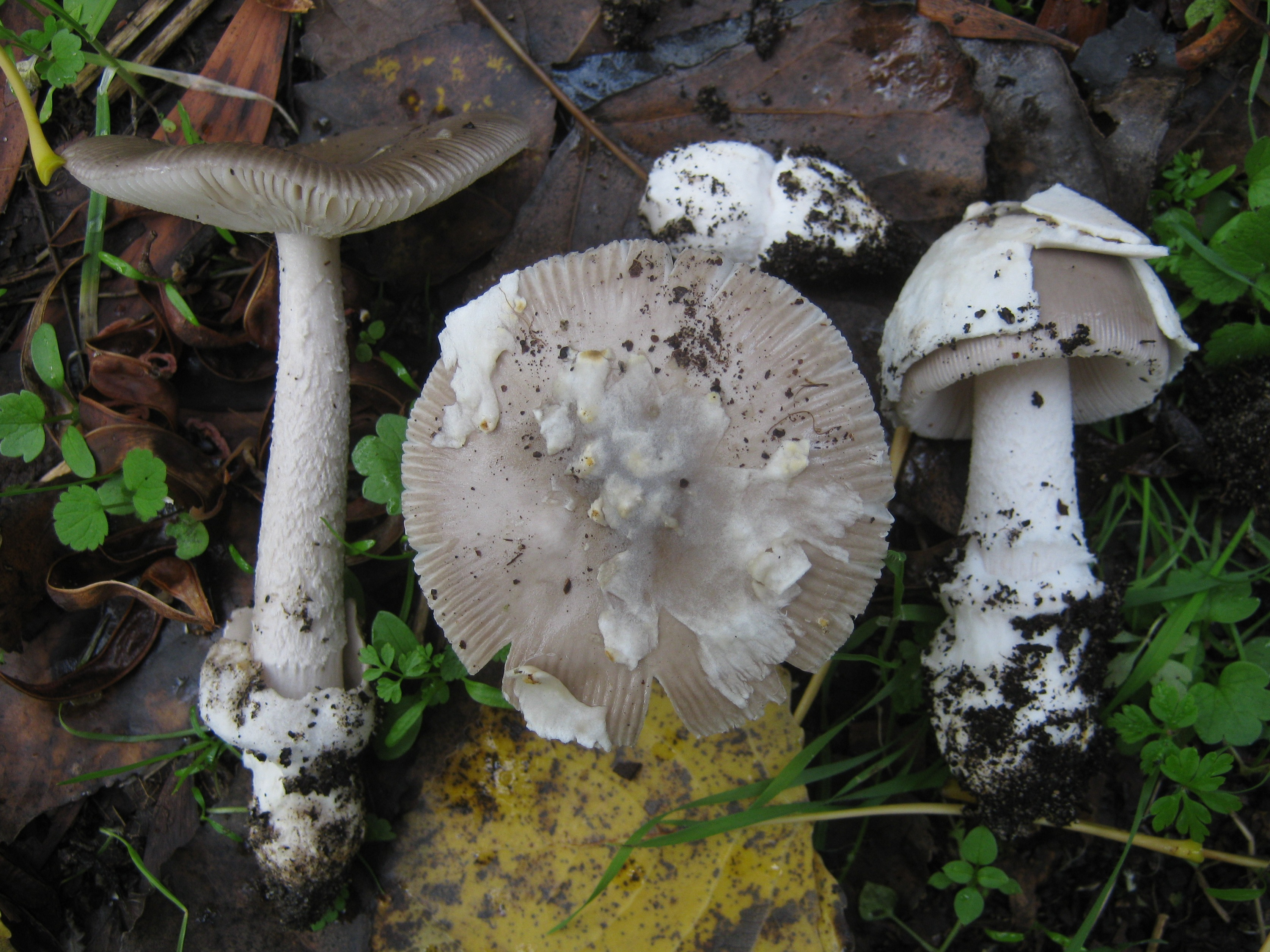
Amanita beckeri
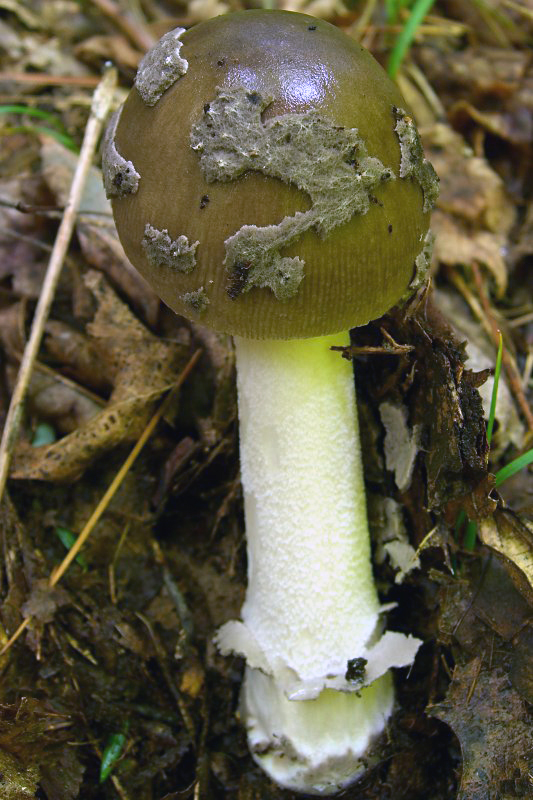
Amanita ceciliae
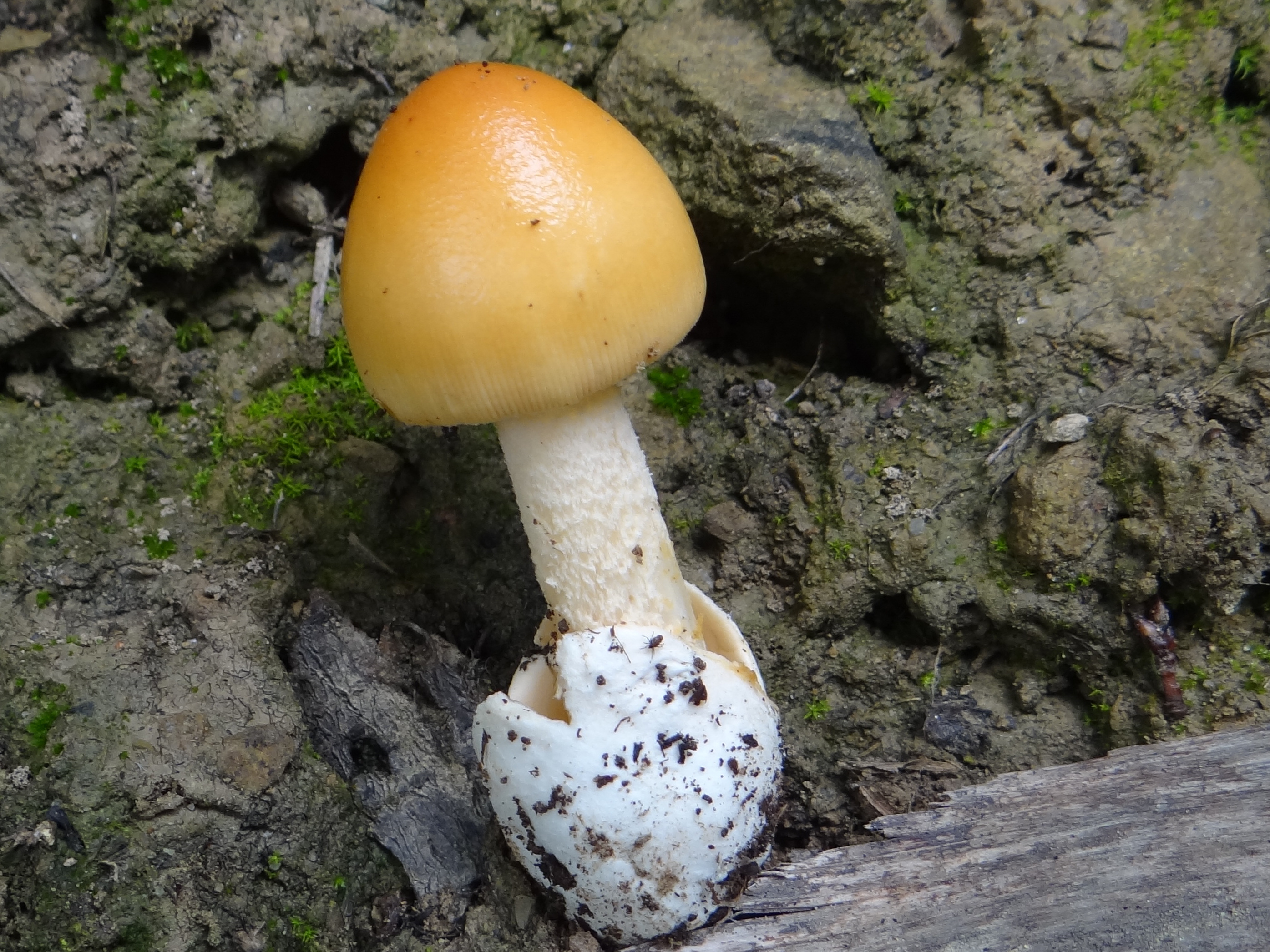
Amanita crocea
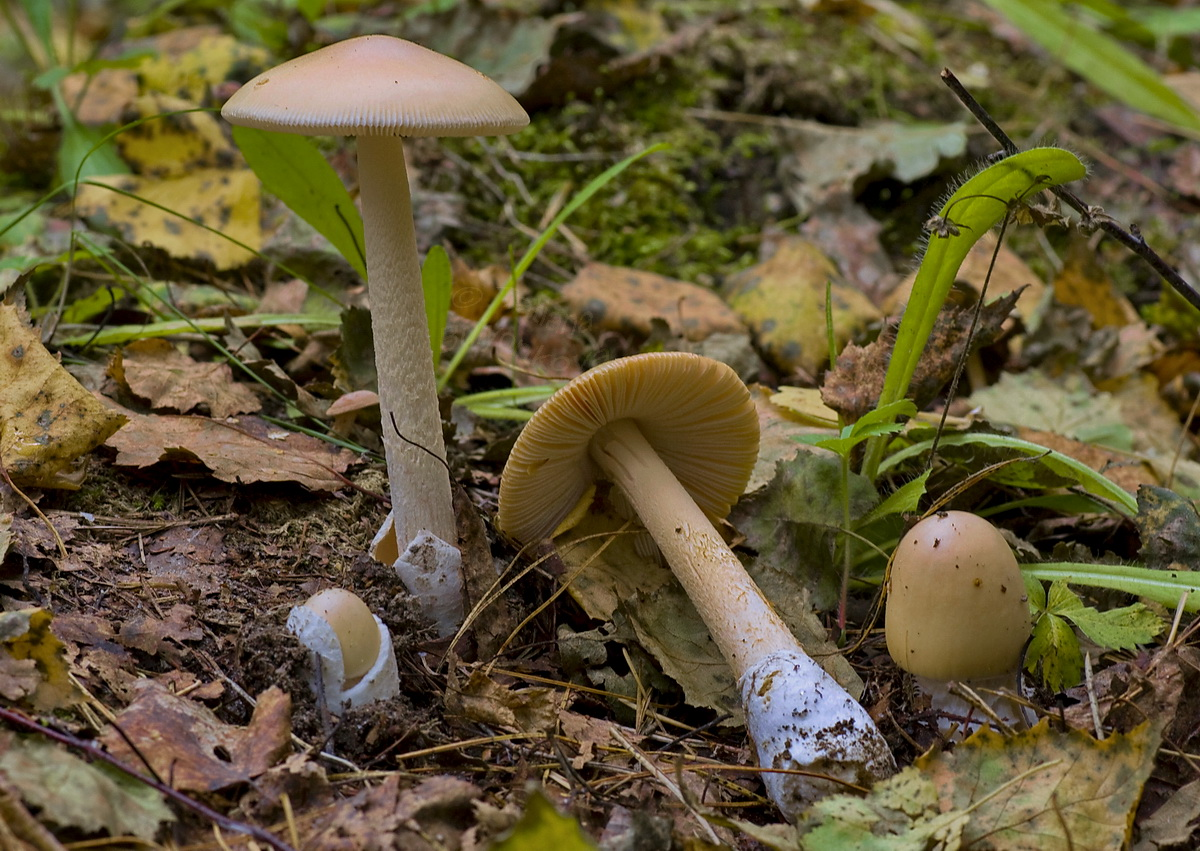
Amanita flavescens
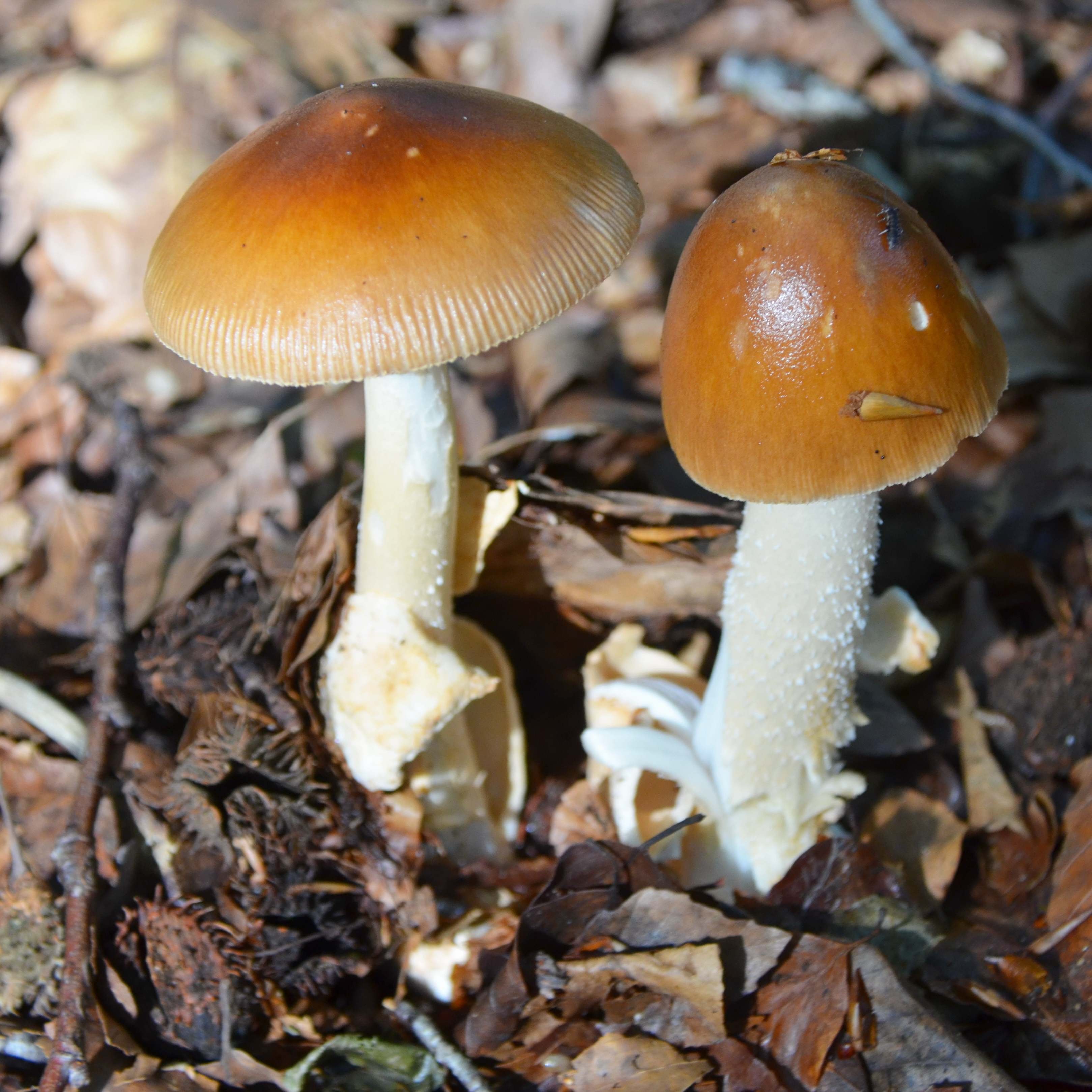
Amanita fulva

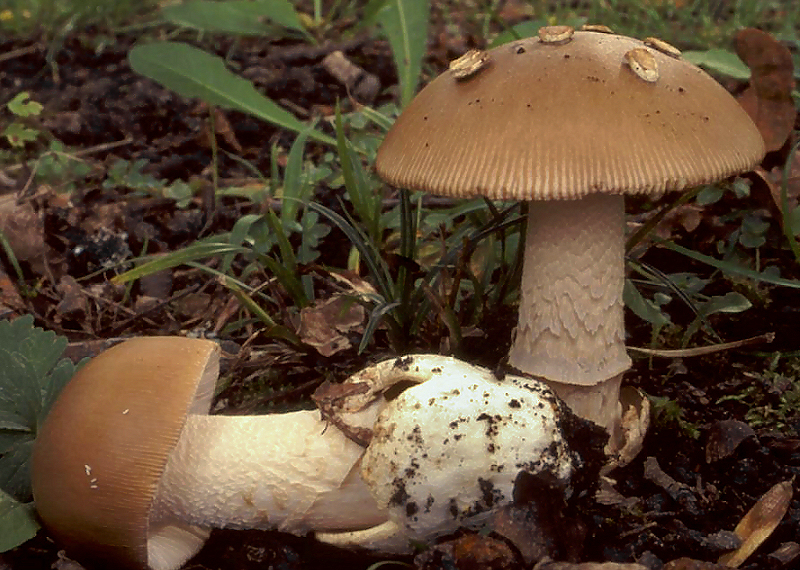
Amanita lividopallescens
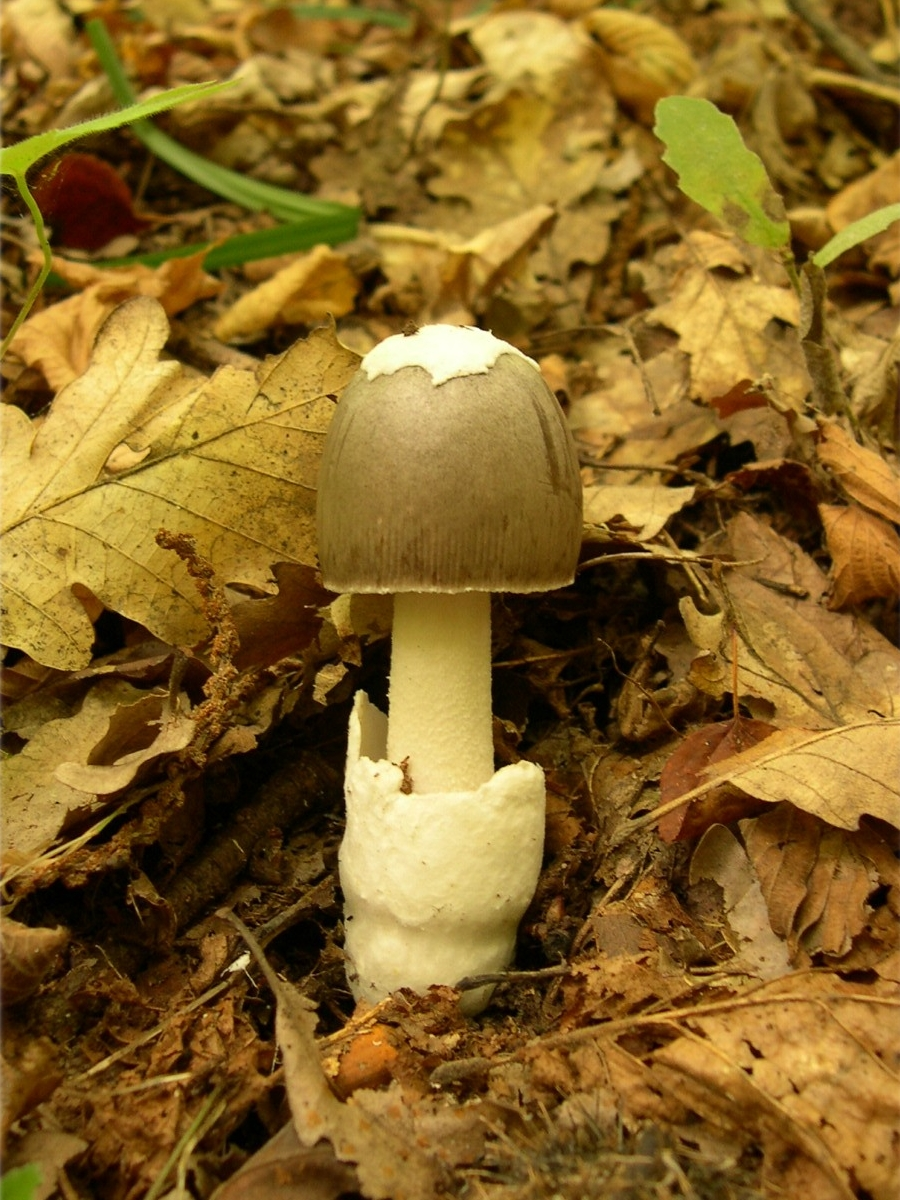
Amanita mairei
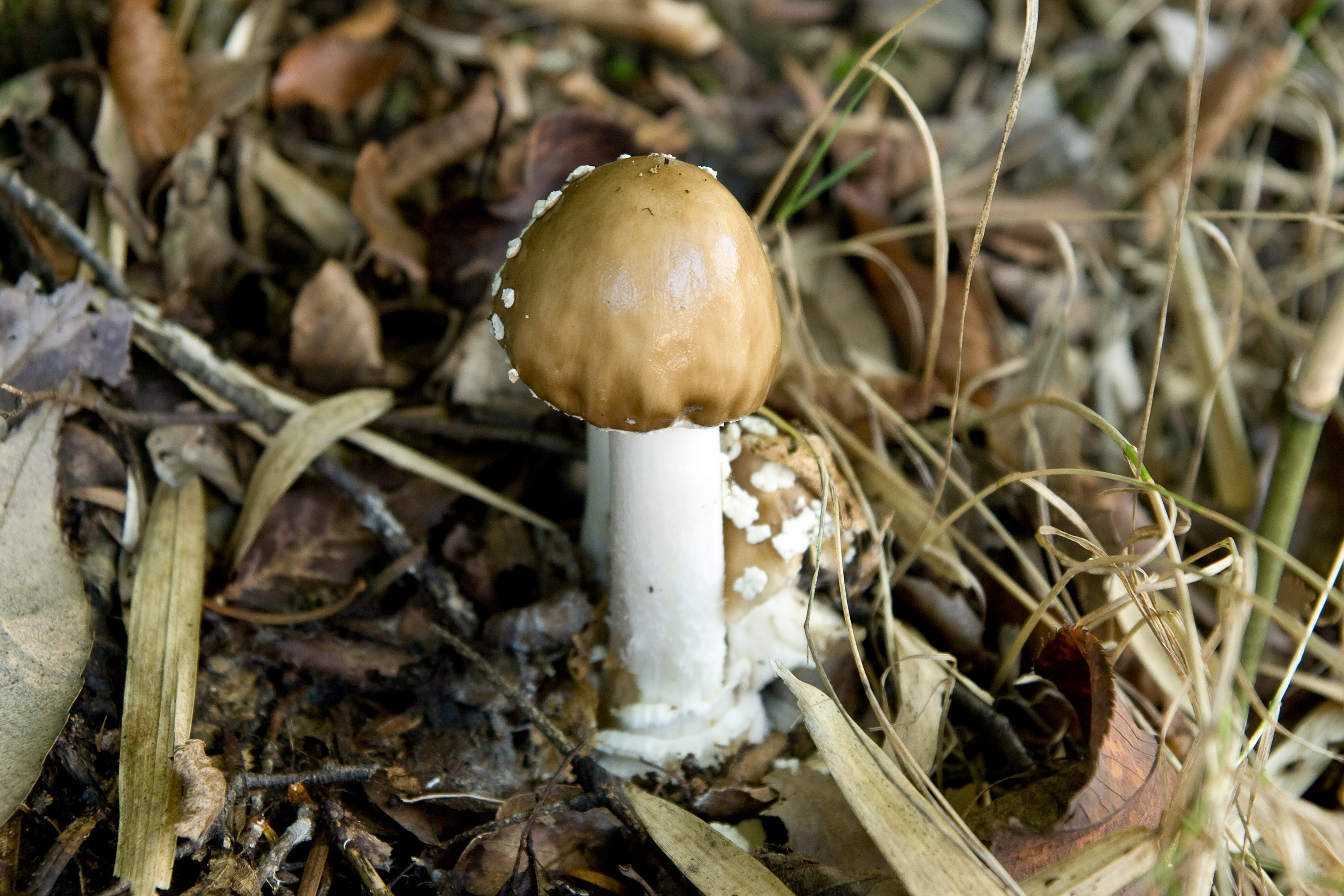
!!Amanita pantherina!!
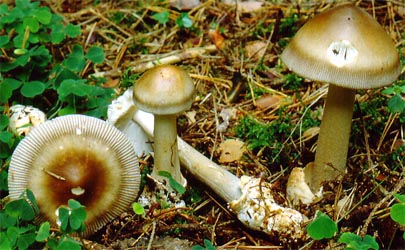
Amanita umbrinolutea
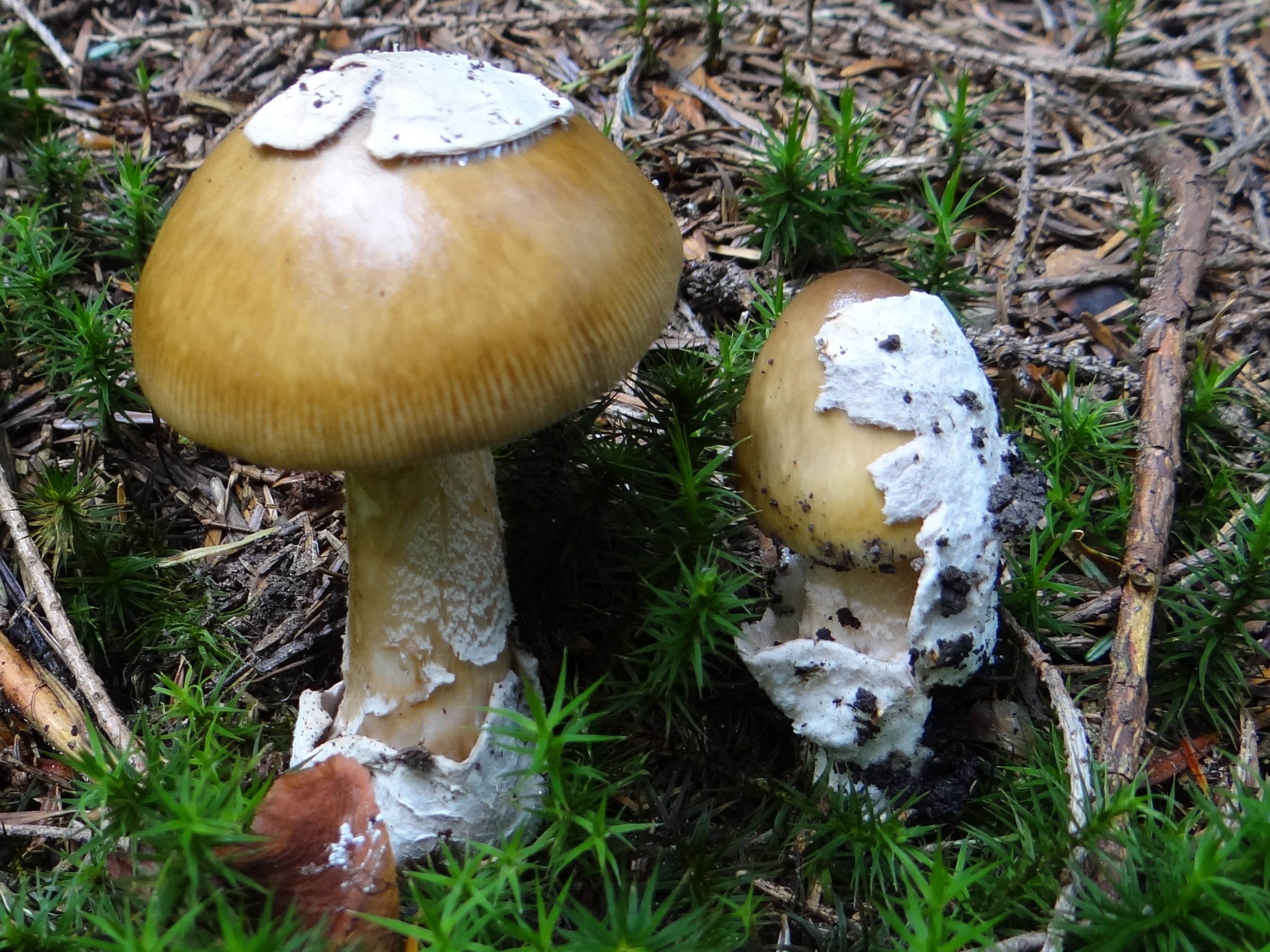
Amanita vaginata

## Valorificare
Turta roșie este ca toate ciupercile acestui gen toxică în stare crudă (provoacă tulburări digestive), mai departe conține puțină hemolizină (care poate distruge celulele roșii din sânge și se descompune la peste 70 ° C), dar gătită este comestibilă, toxinele fiind complet distruse prin tratamentul termic (ciuperca se taie în mod normal felii sau în jumătate). Cuticula se curăță mereu de resturile vălului universal pentru rafinarea gustului. De altfel, buretele poate fi preparat ca Amanita rubescens  sau Amanita caesarea . 
Dați atenție și nu poziționați această ciupercă fragilă sub specii mai mari și grele în coș! Ea poate fi adusă acasă în întregime și nevătămată în coș, dacă tăiați imediat după cules capacul și îl așezați între două frunze mai mari, de exemplu de captalan, ferigă, nuc, podbal, porumb etc.